# Драгия Дрехаров
Драгия Павлов Дрехаров български военен деец, полковник, роден в гр. Копривщица. Майка му Стайка е от Пеевия род, а опълченецът Павел (Панче) Дрехаров е негов баща.

## Биография
Когато Драгия е десетгодишен, майка му остава вдовица и сама издържа децата си. До трети прогимназиален клас учи в Копривщица, но тъй като в града не е имало гимназия, семейството се мести с двете деца в град Пловдив и там той завършва Пловдивската мъжка гимназия през 1910 г.
През 1913 г., едва 19-годишен, е мобилизиран в 64-ти пехотен полк, с който взема участие в Междусъюзническата война. С демобилизацията на 31 август 1913 г. по предложение от неговия командир постъпва във Военното на Негово Величество училище. На 25 август 1915 г. портупей юнкер Драгия Дрехаров е произведен в първи офицерски чин. Дипломира се като артилерист с 35-ти Рилски випуск и отново заминава за фронта за участие в Първата световна война. Подпоручик Дрехаров участва в Първата световна война с 3-ти артилерийски полк, първоначално с 6-а, а от началото на 1916 г. с 5-а с.с. батарея. През 1915 г., в самото начало на войната 2-ро артилерийско отделение от 3-и арт. полк, част от което е и 6-а батарея, преминава в състава на 14-и артилерийски полк и действа заедно с 26-ти пехотен Пернишки полк в състава на 1-а пехотна Софийска дивизия и 13 пехотен Рилски полк, от състава на 7-ма пехотна Рилска дивизия.
След Ньойския договор остава кадрови офицер на служба, до ноември 1940 г., когато се пенсионира като полковник и преминава в запаса. Между 1936 и 1940 г. е командир на Четвърти армейски артилерийски полк. По време на военната си кариера е бил офицер на служба във Военното на „Н.В. училище“ в периода 1924 – 1930 г., както и командир на 4-то товарно артилерийско отделение в гр. Берковица през 1935 г., а от 1936 г. до пенсионирането си е командир на 4-ти Армейски артилерийски полк към Школата за кандидат подофицери, в град Плевен.

## Семейство
През 1928 г. Драгия Дрехаров се жени за Тана Николова Додова, по професия учителка. Тя работи като такава до 1935 година, когато семейството се премества в град Берковица. Имат две дъщери – Анастасия р. 1929 г. и Николина р. 1932 г.

## Отличия и награди
- Орден „За храброст“ IV ст., 2 кл.;
- Орден „Свети Александър“ V ст. без мечове;
- Орден „Свети Александър“ IV ст. с корона без мечове;
- Орден „За военна заслуга“ V ст. без корона;
- Орден „За военна заслуга“ III ст.;
- Възпоменателен медал за участие в Балканската война 1912 – 1913 г.;
- Възпоменателен медал за участие в Първата Световна война 1915 – 1918 г.;
- Офицерски знак за 10 г. отлична служба;
- Офицерски знак за 20 г. отлична служба.